# Ascensão de Jesus

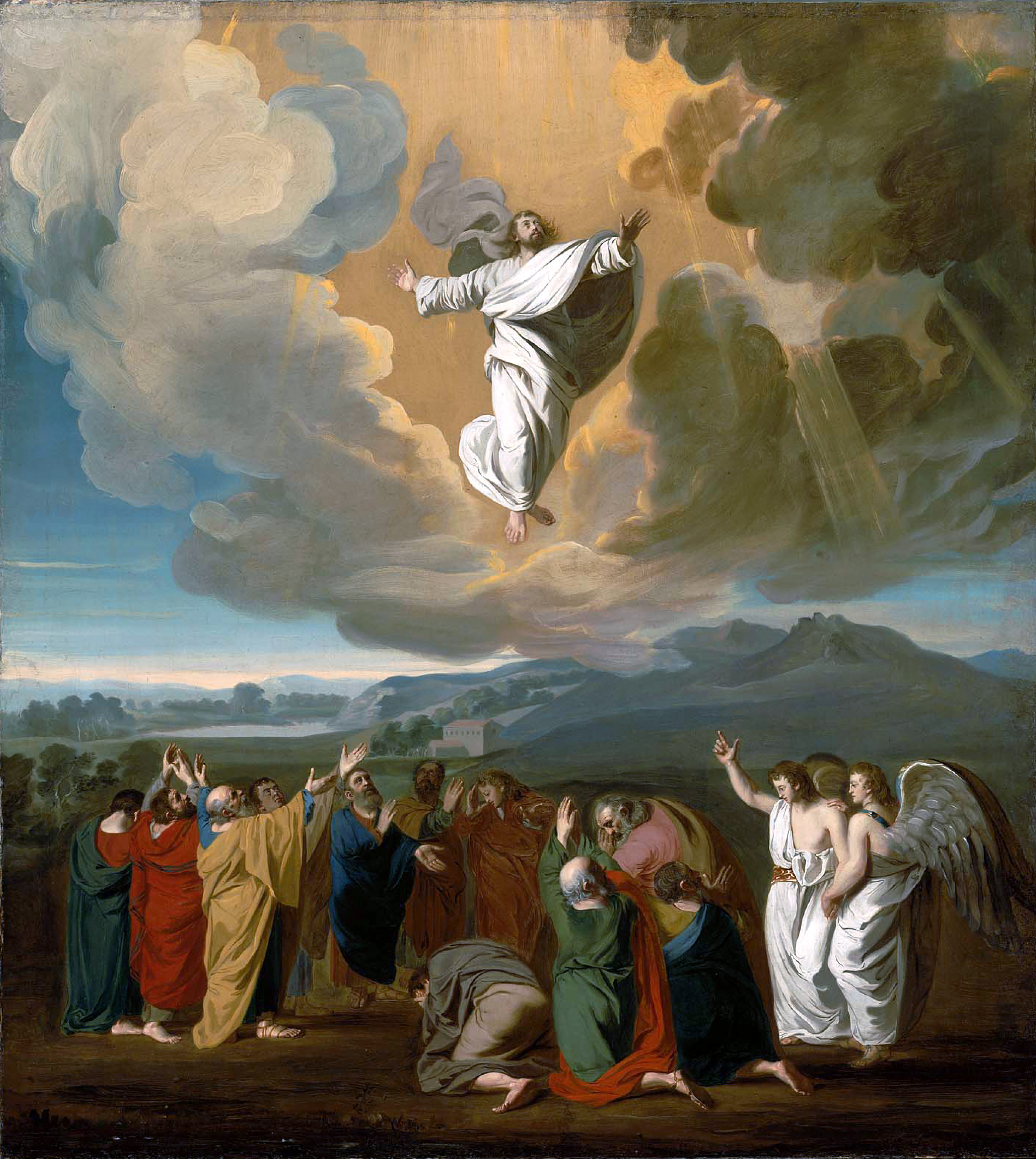
A Ascensão de Jesus retratada por John Singleton Copley em Ascensão (1775)

A Ascensão de Jesus foi um evento na vida de Jesus relatado no Novo Testamento, no qual Jesus ressuscitado foi elevado ao céu com seu corpo físico, na presença de onze de seus apóstolos, ocorrendo no quadragésimo dia após a sua ressurreição e foi exaltado como Senhor e Cristo, sentando à direita de Deus. Na narrativa bíblica, dois anjos aparecem aos discípulos e lhes informam que a segunda vinda de Jesus irá ocorrer da mesma forma que a sua Ascensão.
Os evangelhos canônicos incluem duas breves descrições da Ascensão de Jesus, em Lucas 24:50–53 e Marcos 16:19. Uma descrição mais detalhada da ascensão corporal de Jesus às nuvens aparece em Atos 1:9–11.
A ascensão de Jesus é professada explicitamente no Credo Niceno e no Credo dos Apóstolos, que afirmam que a humanidade de Jesus foi levada ao céu. A Festa da Ascensão é celebrada no quadragésimo dia após o domingo de Páscoa (sempre uma quinta-feira), é uma das principais festas do ano cristão e remonta pelo menos ao final do século IV. A Ascensão é também considerada como um dos cinco grandes marcos da narrativa evangélica sobre a vida de Jesus, juntamente com o batismo, transfiguração, crucificação e  ressurreição.
Já pelo século VI, a iconografia da ascensão de Jesus tinha se estabelecido e, no século IX, as cenas da ascensão passaram a ser representadas nas cúpulas das igrejas. Muitas cenas da ascensão têm duas partes, uma superior (celeste) e uma inferior (terrena). Jesus ascendente aparece geralmente abençoando com sua mão direita apontando diretamente para a terra, para o grupo de pessoas abaixo dele, o que indica que ele está abençoando toda a igreja.

## Narrativa bíblica

### Evangelhos
Os evangelhos incluem duas breves descrições do evento. Em Marcos 16:14, após a ressurreição, Jesus "manifestou-se aos onze, quando estavam à mesa". Durante a refeição, ele disse-lhes "Ide por todo o mundo e pregai o Evangelho a toda a criatura." Em seguida, a ascensão propriamente é descrita assim:
| “ | «Depois de lhes ter falado, foi recebido no céu, e sentou-se à destra de Deus.» (Marcos 16:19) | ” |

Em Lucas, Jesus lidera os onze discípulos até Betânia, próxima a Jerusalém. Ele descreve assim a ascensão:
| “ | «Ele os levou até Betânia e, levantando as mãos, os abençoou. Enquanto os abençoava, apartou-se deles e foi elevado ao céu. Eles, tendo-o adorado, voltaram para Jerusalém com grande gozo» (Lucas 24:50–52) | ” |

A benção é geralmente interpretada como sendo um ato sacerdotal no qual Jesus deixa seus discípulos aos cuidados de Deus Pai. O retorno dos discípulos à Jerusalém encerra a narrativa de Lucas no mesmo lugar onde ela começou.

### Atos dos Apóstolos
A narrativa nos Atos dos Apóstolos começa com o relato das aparições de Jesus após a ressurreição e a sua ascensão quarenta dias depois. A narrativa também indica que a ascensão se deu no "monte das Oliveiras", próximo a Jerusalém. Ali está que Jesus «apresentou-se vivo, dando disto muitas provas, aparecendo-lhes por espaço de quarenta dias e falando das coisas concernentes ao reino de Deus.» (Atos 1:3). Após instruir os apóstolos, a ascensão é descrita assim:
| “ | «Tendo dito estas coisas, foi Jesus elevado à vista deles, e uma nuvem o recebeu e ocultou aos seus olhos.» (Atos 1:9) | ” |

Em seguida, dois homens vestidos de branco apareceram e informaram que «esse Jesus que dentre vós foi recebido no céu, assim virá do modo como o vistes ir para o céu.» (Atos 1:11).

### Outras possíveis referências
Diversas afirmações no Novo Testamento podem ser interpretadas como referências à ascensão:
- Em João 6:62, Jesus pergunta aos judeus: "Que seria, se vós vísseis o Filho do homem subir aonde estava antes?".[12][13]

- Em João 16:10, na Última Ceia): "..porque vou para o Pai, e não me vereis mais;"[14]

- Em João 20:17, no episódio conhecido como Noli me tangere, Jesus diz a Maria Madalena: " Não me toques; porque ainda não subi ao Pai, mas vai a meus irmãos e dize-lhes que subo para meu Pai e vosso Pai, para meu Deus e vosso Deus".[12][14]

- Em Atos 2:30–33, Efésios 4:8–10 e I Timóteo 3:16, a ascensão é citada como um fato consumado, enquanto que em Hebreus 10:12, Jesus aparece entronado no céu.[12]

## Localização
Atos 1:9–12 afirma que a ascensão teria ocorrido no "monte chamado Olival" (o "Monte das Oliveiras", sobre o qual está localizada a vila de Betânia). Após a ascensão, os apóstolos retornaram para Jerusalém a partir dali e o texto relata que a distância percorrida estava dentro da "jornada" de um sabbath. A tradição consagrou este local como sendo o Monte da Ascensão. O Evangelho de Lucas afirma que o evento ocorreu "nas proximidades de Betânia" enquanto que Marcos não especifica um local.[carece de fontes?]

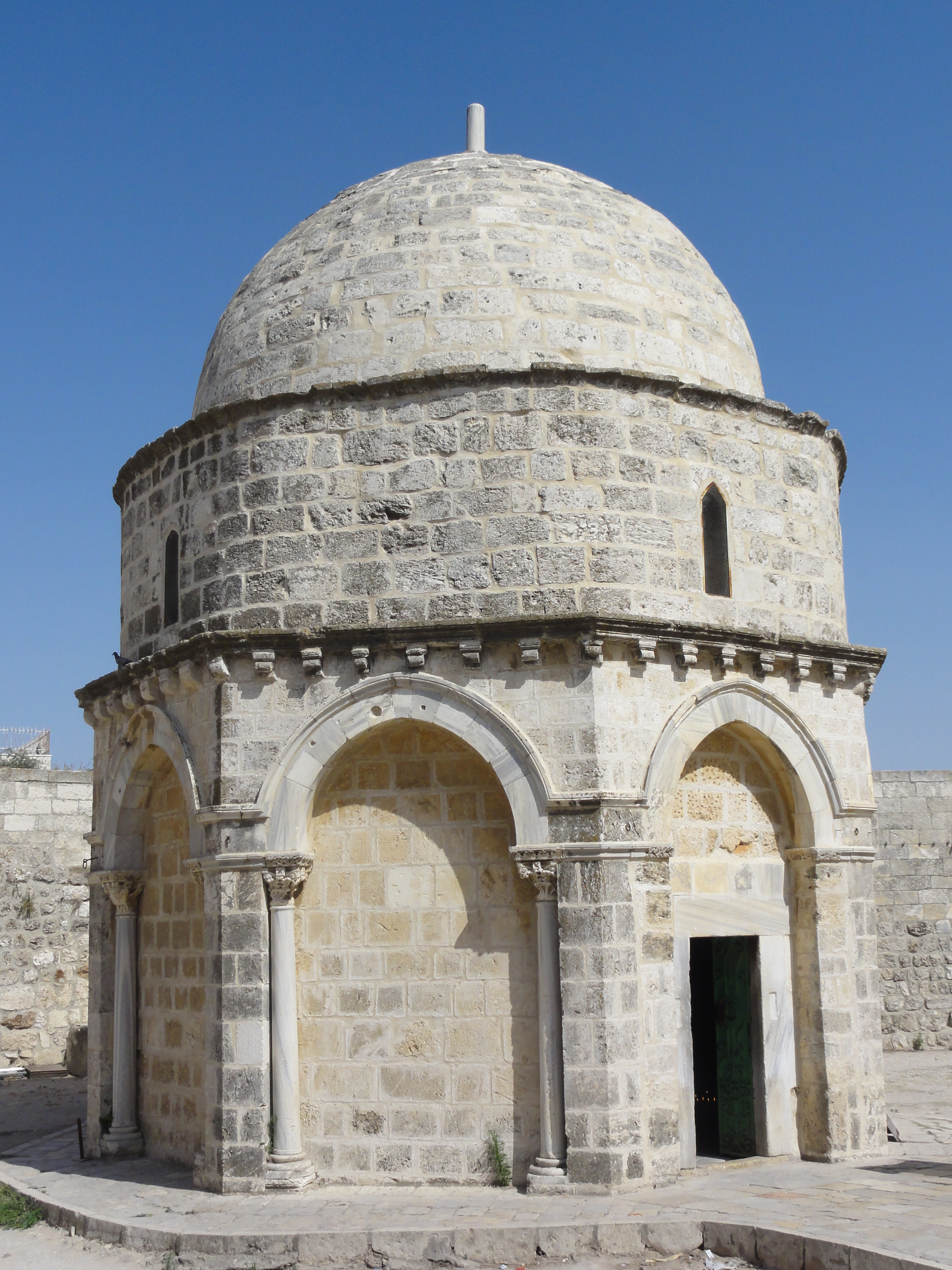
Capela da Ascensão em Jerusalém

Antes da conversão de Constantino em 312, os primeiros cristãos acreditavam que a Ascensão teria ocorrido numa "caverna" no Monte das Oliveiras. Em 384, o local da Ascensão já era venerado no atual local, aberto, morro acima a partir da caverna.
A Capela da Ascensão em Jerusalém é hoje um local sagrado para cristãos e muçulmanos e acredita-se que ela marque o local de onde Jesus ascendeu para o céu. Na pequena igreja/mesquita circular está uma pedra com uma marca que alguns acreditam tratar-se das pegadas de Jesus.
Por volta de 390, uma romana rica financiou a construção da igreja original, chamada de "Eleona Basilica" (em grego:  elaion  - "jardim de oliveiras"; de elaia - "oliveira"; termo que tem uma similaridade muito citada com eleos - "misericórdia"). Esta igreja foi destruída pelos persas sassânidas em 614 (vide cerco de Jerusalém (614)). Ela foi reconstruída, destruída e novamente reconstruída pelos cruzados. Esta igreja foi posteriormente destruída pelos muçulmanos, deixando apenas uma estrutura octogonal de 12 x 12 metros (chamada de martírio — "memorial" ou "edícula"), que ainda existe. O local foi finalmente adquirido por dois emissários de Saladino em 1198 e desde então é propriedade do waqf de Jerusalém. A Igreja Ortodoxa Russa também mantém o Convento da Ascensão no alto do Monte das Oliveiras.[carece de fontes?]

## Teologia cristã
A ascensão de Jesus é professada explicitamente no Credo Niceno e no Credo dos Apóstolos afirmando que a humanidade de Jesus foi levada ao céu.

### Catolicismo
O Catecismo da Igreja Católica (#668) afirma:
| “ | A ascensão de Cristo ao céu significa a sua participação, em sua humanidade, no poder e autoridade de Deus. | ” |

Com base em Marcos, o papa João Paulo II afirmou que as escrituras afirmam a importância de Jesus em duas frases: "Jesus instruiu e depois tomou seu lugar".

### Igreja Ortodoxa e Igrejas Orientais

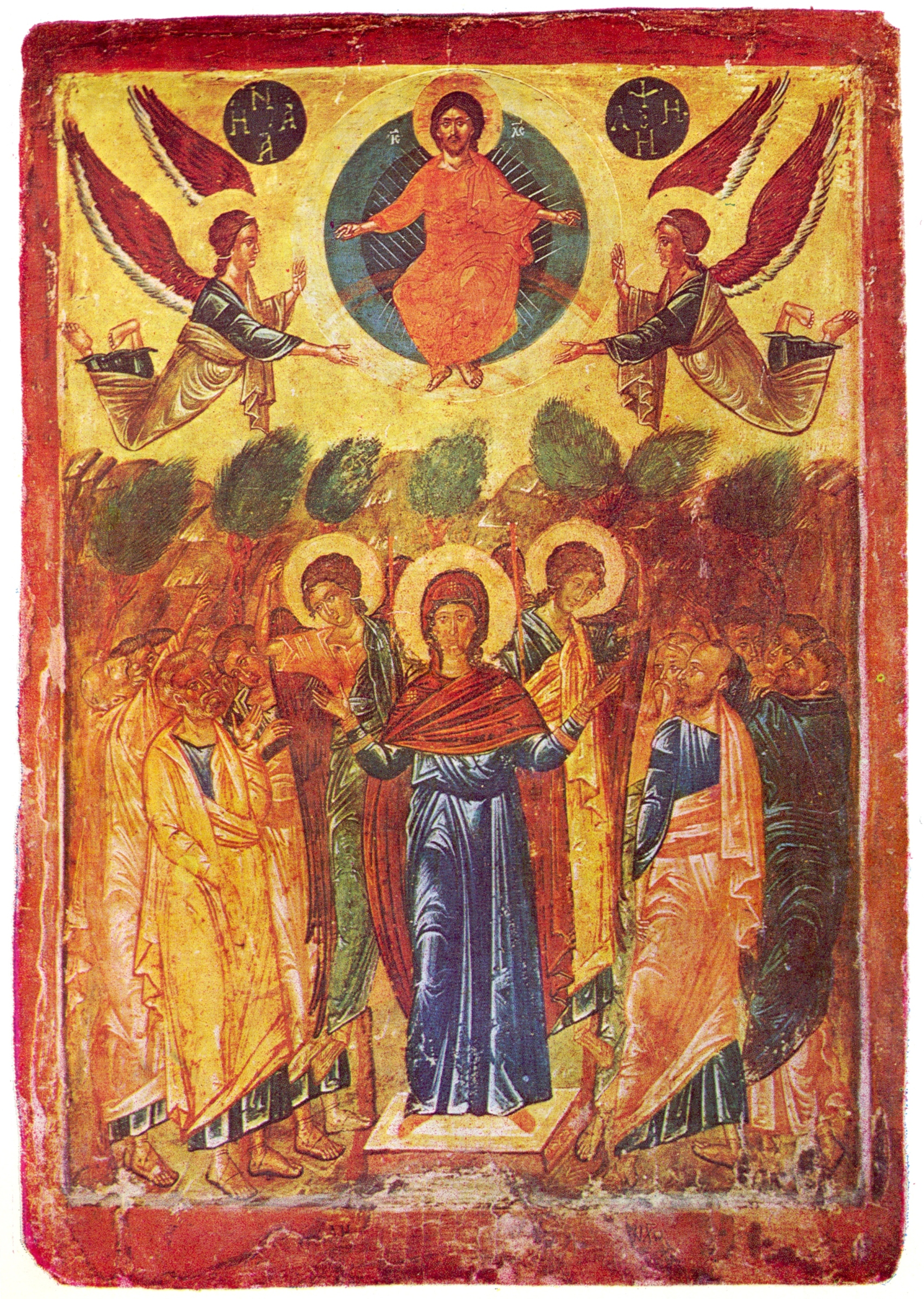
Ícone búlgaro do século XVI mostrando a Virgem Maria abaixo de Jesus na cena da ascensão

Na teologia da Igreja Ortodoxa e das Igrejas Orientais, a ascensão é interpretada como sendo o ápice do mistério da Encarnação, no sentido de que ela não somente marca o fim da presença física de Jesus entre os apóstolos, mas também por que ela consuma a união de Deus e do homem quando Jesus ascendeu em seu corpo humano glorificado para se sentar-se à direita de Deus Pai. A ascensão e a transfiguração figuram de forma proeminente na doutrina da theosis. A ascensão corporal ao céu é também entendida como o símbolo final das duas naturezas de Cristo: a humana e a divina.

### Protestantismo
A Confissão de Fé de Westminster (parte da tradição reformada do calvinismo e muito influente na tradição presbiteriana), no artigo quarto do capítulo oito, afirma:"No terceiro dia, Ele levantou-se dos mortos com o mesmo corpo que havia sofrido e com o qual ele ascendeu ao céu e lá está sentado à direita do Pai, intercedendo, e deve retornar, para julgar homens e anjos no fim do mundo".
A Segunda Confissão Helvética endereça o propósito e o significado da ascensão de Cristo no seu capítulo 11:
| “ | Cristo verdadeiramente ascendeu aos céus. Cremos que nosso Senhor Jesus Cristo, em sua mesma carne, ascendeu além do céu visível para o altíssimo céu, ou seja, a morada de Deus e dos abençoados, à direita de Deus Pai. Embora ela signifique uma participação igual na glória e na majestade, ela também é tomada como significando um certo local sobre o qual o Senhor, falando no evangelho, diz: «Pois vou preparar-vos lugar.» (João 14:2). O apóstolo Pedro também diz: «ao qual é necessário que o céu receba até os tempos da restauração de todas as coisas» (Atos 3:21). | ” |

## Festa
A Festa da Ascensão é uma das grandes festas do calendário litúrgico e comemora a ascensão de Jesus ao céu. O dia da Ascensão é tradicionalmente comemorado numa quinta-feira, o quadragésimo dia após a Páscoa. Porém, algumas províncias católicas romanas mudaram a data para o domingo seguinte. A festa é uma das festas ecumênicas (ou seja, celebradas universalmente), com o mesmo status das festas da Paixão, da Páscoa e o Pentecostes.

## Ascensão na arte
A ascensão tem sido um tema frequente na arte e na literatura cristãs. Já pelo século VI, a iconografia da ascensão tinha se estabelecido e, no século IX, as cenas da ascensão passaram a ser representadas nas cúpulas das igrejas. Os Evangelhos de Rabbula (c. 586) incluem algumas das mais antigas imagens da ascensão.
Muitas cenas da ascensão têm duas partes, uma superior (celeste) e uma inferior (terrena). Cristo ascendendo aparece por vezes levando uma faixa ou fazendo um sinal de benção com a mão direita. O gesto significa que Cristo, com sua mão direita apontada para as pessoas abaixo dele, está abençoando a igreja inteira. Na mão esquerda, ele aparece por vezes carregando um evangelho ou um rolo, reforçando seu papel de professor e pregador.
A representação da Igreja Ortodoxa da ascensão é uma grande metáfora para a natureza mística da igreja. Em muitos ícones orientais, a Virgem Maria aparece no centro da cena na parte terrena da representação, com as mãos elevadas e geralmente acompanhada pelos vários apóstolos.